# Египет (римска провинция)
 Тази статия е за римската провинция Египет.  За историята на Египет вижте История на Египет.  
Римската провинция Египет (на латински: Aegyptus) е създадена през 30 г. пр.н.е., след като Гай Октавий побеждава Марк Антоний и детронира любовницата му царица Клеопатра VII, анексирайки царството на Птолемеите към Римската република.
Провинцията включва по-голямата част от днешния Египет без Синайския полуостров. На запад граничи с провинциите Крит и Киренайка, а на изток с Юдея и Арабия. Тя се превръща в основен снабдител на жито за империята и има развито стопанство. Египет е най-богата източна римска провинция, и извън Италия. Броят на населението не е известен с точност, макар че съществуват оценки между 4 и 8 милиона. Столицата Александрия е вторият по големина град след Рим, притежава най-голямото пристанище и играе голяма роля в утвърждаването на християнството чрез основаването на Александрийската патриаршия през 390 г. Градът е културен център още от елинистическата епоха и в него живеят хора от различни националности, сред които много евреи.